# Lou Rawls
Lou Rawls, pseudonimo di Louis Allen Rawls (Chicago, 1º dicembre 1933 – Los Angeles, 6 gennaio 2006), è stato un cantante, attore e doppiatore statunitense.
Conosciuto e stimato per la sua voce, Frank Sinatra disse che Rawls aveva «il canto più elegante ed uno dei timbri più vellutati del mondo della musica». Rawls ha pubblicato più di 75 album, venduto più di 40 milioni di copie, è apparso in diversi film e programmi televisivi, e ha doppiato molti cartoni animati. È stato soprannominato "The Funkiest Man Alive". Ha vinto 3 Grammy Awars e ricevuto 13 Nomination.

## Carriera
Lou Rawls, che conobbe il gospel tramite sua nonna a Chicago, divenne un cantante affermato principalmente dagli anni cinquanta agli ottanta. Era compagno di scuola di Sam Cooke al liceo, e i due cantarono insieme in un gruppo gospel negli anni cinquanta, i Teenage Kings of Harmony.
Dopo essersi diplomato alla Chicago's Dunbar Vocational Career Academy, Rawls si arruolò nell'esercito degli Stati Uniti d'America come paracadutista nell'82ª divisione aviotrasportata. Dopo tre anni lasciò l'esercito con il grado di sergente, ed entrò in contatto con The Pilgrim Travelers mentre era in viaggio verso Los Angeles. Nel 1958, mentre era in tour nel sud degli Stati Uniti con i Travelers e Sam Cooke, Rawls fu coinvolto in un grave incidente automobilistico, venendo dichiarato morto prima dell'arrivo in ospedale, dove rimase in coma per cinque giorni e mezzo. Per recuperare la memoria gli ci vollero mesi e, per riprendersi del tutto, un anno intero. Rawls cambiò la sua visione della vita dopo quell'evento.
Con il sostegno di Dick Clark, Rawls si riprese abbastanza per cantare all'Hollywood Bowl nel 1959. Messo sotto contratto dalla Capitol nel 1962, nello stesso annò partecipò all'album di Sam Cooke Bring It On Home to Me, cimentandosi anche in una cover della canzone nel 1970 (abbreviando il titolo a Bring It On Home).
Il primo disco solista di Rawls con la Capitol fu Stormy Monday (a.k.a. I'd Rather Drink Muddy Water), un album jazz. La registrazione è del 1962; l'album porta per titolo un famoso blues di T-Bone Walker's, composto nel 1945 (titolo completo: "Call It Stormy Monday (But Tuesday Is Just as Bad)"). Da notare che T-Bone nel suo capolavoro "cita" a man bassa l'omonimo hit di Billy Eckstine-Earl Hines del 1942, uno dei primissimi "million-sellers della discografia Nera e il primo di Billy Eckstine. Tra l'altro, proprio Mr.B. sarà colui che maggiormente influenzerà Rowls sotto il profilo timbrico-vocale e della interpretazione (cosa del resto comune a tutti, assolutamente tutti i cantanti e non solo Neri, che si sono affacciasti alla ribalta del pop e del Jazz dall'immediato dopoguerra in poi). 
Il 21 agosto 1966 Rowls aprì il concerto dei Beatles al Crosley Field di Cincinnati.
Nonostante il suo album del 1966 intitolato Live! avesse vinto il disco d'oro, Rawls non raggiunse il pieno successo fino alla pubblicazione di un album propriamente soul come Soulin', avvenuta nello stesso anno. Il disco conteneva il suo primo singolo numero 1 nella classifica R&B, Love Is a Hurtin' Thing. Nel 1967 Rawls vinse il suo primo Grammy per la miglior performance R&B per il singolo Dead End Street.
Nel 1969, il cantante fu co-conduttore del programma estivo dell'NBC che sostituiva il Dean Martin Show insieme alla figlia di Dean, la cantante Gail Martin.
Dopo aver lasciato la Capitol nel 1971, Rawls firmò per la MGM, pubblicando nell'occasione il singolo Natural Man, vincitore di un altro Grammy. Ebbe una breve parentesi con la Bell Records nel 1974, registrando la cover di She's Gone degli Hall & Oates, e nel 1976 firmò per la Philadelphia International Records, dove pubblicò il suo più grande successo, All Things in Time. Il disco conteneva il singolo You'll Never Find Another Love like Mine, che balzò in cima alle classifiche R&B e Adult Contemporary e si piazzò al secondo posto in quella pop, diventando così l'unico singolo di Rawls a superare il milione di copie.
Fra gli album successivi, oltre a Unmistakably Lou e Let Me Be Good to You, è da ricordare When You Hear Lou, You've Heard It All del 1977, che includeva il singolo di successo Lady Love.

### The Star Spangled Banner

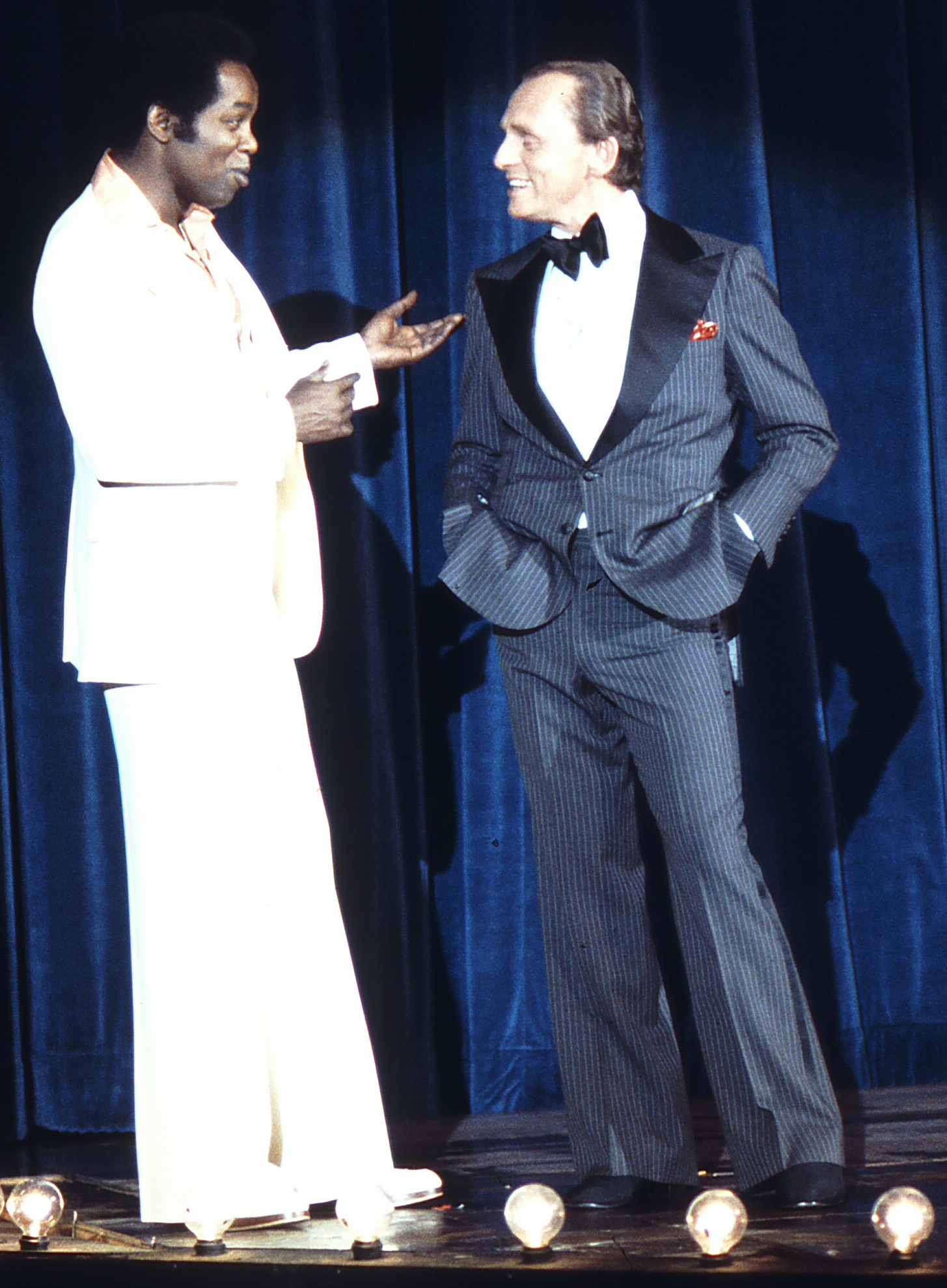
Lou Rawls con Frank Gorshin al "Knott's Berry Farm" nel 1977

La sera del 29 settembre 1977, Rawls cantò l'inno nazionale statunitense prima dell'incontro tra Earnie Shavers e Muhammad Ali al Madison Square Garden. Nei 28 anni successivi gli verrà richiesto molte volte di cantare l'inno, l'ultima in occasione della seconda partita tra Chicago White Sox e Houston Astros valevole per le World Series il 23 ottobre 2005. A Rawls era già stato diagnosticato un tumore al cervello, ma si esibì comunque.

### Onorificenze e beneficenza
Nel 1980 Rawls diede inizio alla Lou Rawls Parade of Stars Telethon in favore dello United Negro College Fund. L'evento, che si svolgeva con cadenza annuale, dal 1998 venne rinominato An Evening of Stars: A Celebration of Educational Excellence; consisteva di varie storie di studenti afroamericani che hanno raggiunto il successo tramite la laurea in uno dei college o università supportate dall'UNCF, contornate da performance musicali di vari artisti. L'evento ha raccolto più di 200 milioni di dollari nei 27 show che hanno avuto luogo fino al 2006.
Nel 1982 Rawls ricevette una stella sulla Hollywood Walk of Fame.
Nel gennaio 2004 Rawls ricevette un'onorificenza dallo United Negro College Fund per il suo lavoro di beneficenza, durato più di 25 anni. Invece di presentare ed esibirsi, a Rawls fu offerto il posto d'onore e fu celebrato da molti suoi colleghi, tra cui Stevie Wonder, The O'Jays, Gerald Levert e Ashanti. La sua ultima apparizione televisiva fu in occasione dell'edizione 2005-2006 del telethon dedicata a Stevie Wonder nel settembre 2005, pochi mesi prima di essere ricoverato in ospedale a causa della diagnosi di tumore al cervello riscontrata nello stesso anno. Il programma, mandato in onda nel gennaio 2006, contiene le sue ultime performance, You Are the Sunshine of My Life e It Was A Very Good Year, omaggio a Frank Sinatra.

### Attore e doppiatore
Rawls apparve in una parte della prima stagione di Sesame Street, cantando l'alfabeto. Inizialmente rifiutò di leggere da appunti ciò che doveva cantare, ma dovette ricredersi quando si dimenticò l'ordine delle lettere.
Per tutta la sua carriera canora, Rawls apparve in molti film, programmi televisivi e pubblicità. Tra i film, si segnalano Via da Las Vegas, Blues Brothers: Il mito continua e Driven. È apparso anche nello spin-off di Baywatch, Baywatch Nights, e nella serie La grande vallata.
Rawls prestò la sua voce baritonale a diverse serie a cartoni animati come Hey, Arnold! come voce di Harvey, Garfield, e La famiglia Proud. Per i diversi speciali di Garfield, Rawls compose spesso canzoni, solitamente cantate in duetto con Desiree Goyette. È apparso anche nella serie Willy il principe di Bel-Air. Per molti anni, fu testimonial della Colonial Penn Life Insurance Company e della Budweiser, che diventò uno sponsor fondamentale per la realizzazione del programma di beneficenza di Rawls.
Rawls fu anche una presenza piuttosto costante in Jazz Central, programma del canale BET Jazz.
Appare in Tutto in famiglia come "Dr. Rawls" in un sogno di un Damon Wayans terrorizzato dalla colonscopia che avrebbe dovuto effettuare il giorno dopo, cantando You'll Never Find Another Love like Mine utilizzando la sonda come microfono.
Rawls è anche apparso come guest star nella seconda serie del The Muppet Show, nella serie Martin, nel video di Hate Me Now di Nas con la partecipazione di Puff Daddy e nell'episodio Papà incacchiato de I Simpson.

### Billboard Top 50
Lista di singoli di Lou Rawls entrati nei primi 50 posti della Billboard Hot 100. Il primo a entrarvi fu Three O'Clock in the Morning nel 1965 e l'ultimo Wind Beneath My Wings nel 1983.
- Love Is a Hurtin' Thing - 1966, numero 13 (numero 1 R&B)
- Dead End Street - 1967, numero 29
- Show Business - 1967, numero 45
- Your Good Thing (Is About to End) - 1969, numero 18
- A Natural Man - 1971, numero 17
- You'll Never Find Another Love like Mine - 1976, numero 2 (anche numero 1 R&B e numero 1 Easy Listening); disco d'oro
- Lady Love - 1978, numero 24

## Vita privata
Rawls è stato per un certo periodo affiliato a Scientology, ma si è dissociato dal gruppo.
Nel dicembre 2005 fu annunciato che Rawls sarebbe stato sottoposto a trattamento per carcinoma del polmone e tumore al cervello. È morto il 6 gennaio 2006, a 72 anni, al Cedars-Sinai Medical Center di Los Angeles, lasciando sua moglie, le figlie Louanna Rawls e Kendra Smith e un figlio, Lou Rawls Jr.

## Discografia

### Album
- 1962 - Stormy Monday con Les McCann
- 1963 - Black and Blue
- 1964 - Tobacco Road
- 1965 - Nobody But Lou
- 1965 - Lou Rawls and Strings
- 1966 - Live!
- 1966 - Soulin'
- 1966 - Carryin' On!
- 1967 - Too Much!
- 1967 - That's Lou
- 1967 - Merry Christmas Ho! Ho! Ho!
- 1968 - Feelin' Good
- 1968 - You're Good for Me
- 1968 - Central Park Music Festival con Ramsey Lewis, Maxine Brown
- 1968 - Come On in, Mister Blues
- 1969 - The Way It Was, The Way It Is
- 1969 - Your Good Thing
- 1970 - You've Made Me So Very Happy
- 1970 - Bring It On Home...and Other Great Sam Cooke Hits
- 1971 - Natural Man
- 1972 - Silk & Soul
- 1972 - A Man of Value
- 1973 - The Soul of Nigger Charley con Don Costa
- 1973 - Live at the Century Plaza
- 1974 - She's Gone
- 1974 - Lou Rawls with Host Sam Riddle
- 1976 - All Things in Time
- 1976 - Naturally
- 1977 - Unmistakably Lou
- 1977 - When You Hear Lou, You've Heard It All
- 1978 - Live
- 1979 - Sit Down and Talk to Me
- 1979 - Let Me Be Good to You
- 1980 - Shades of Blue
- 1981 - Live On Stage
- 1982 - Here Comes Garfield
- 1982 - Now Is the Time
- 1983 - When the Night Comes
- 1984 - Close Company
- 1984 - Trying As Hard As I Can
- 1984 - Holiday Cheer con Lena Horne
- 1086 - Love All Your Blues Away
- 1987 - Family Reunion
- 1988 - At Last
- 1990 - It's Supposed to Be Fun
- 1993 - Portrait of the Blues
- 1993 - Christmas Is the Time
- 1993 - Tonight: Lou Rawls Live
- 1995 - In Concert
- 1998 - Seasons 4 U
- 1999 - Classic Soul
- 2000 - Swingin' Christmas
- 2001 - I'm Blessed
- 2002 - Oh Happy Day
- 2003 - Rawls Sings Sinatra
- 2005 - Amen
- 2006 - Live in Concert 1992/1995
- 2006 - Merry Christmas, Baby
- 2006 - Christmas

## Filmografia[10]
- Via da Las Vegas (1995)
- Livers's Ain't Cheap (1997)
- Still Breathing (1997)
- The Price of Kissing (1997)
- Blues Brothers: Il mito continua (Blues Brothers 2000) (1998)
- Watchers Reborn (1998)
- Lookin' Italian (1998)
- Selvaggia ossessione (Wildly Available), regia di Michael Nolin (1998)
- A Man Is Mostly Water (2000)
- Driven, regia di Renny Harlin (2001)
- Malevolence (2005)
- Everything's Jake (2007)
- After The Game
- Betaville
- Blue Motel
- Flight of the Dove
- Morella
- The Prince